# Teklafalu
Teklafalu (Duits: Tekladorf) is een plaats (község) en gemeente in het Hongaarse comitaat Baranya. Teklafalu telt 357 inwoners (2001).